# دان دونيلي
دان دونيلي (بالإنجليزية: Dan Donnelly)‏ هو كاتب أغاني بريطاني، ولد في 1974.

## وصلات خارجية
- دان دونيلي على موقع ميوزك برينز (الإنجليزية)